# Communauté de communes du Pays Mornantais
Die Communauté de communes du Pays Mornantais (COPAMO) ist ein französischer Gemeindeverband mit Rechtsform einer Communauté de communes im Département Rhône, dessen Verwaltungssitz sich in dem Ort Mornant befindet. Sein Gebiet liegt etwa 20 km südwestlich von Lyon an der Grenze zum Département Loire und in den zur Rhone hingewandten Ausläufern der Monts du Lyonnais. Der Ende 1996 gegründete Gemeindeverband besteht aus 11 Gemeinden, sein Präsident ist Thierry Badel.

## Aufgaben
Zu den vorgeschriebenen Kompetenzen gehören die Entwicklung und Förderung wirtschaftlicher Aktivitäten und des Tourismus sowie die Raumplanung auf Basis eines Schéma de Cohérence Territoriale. Der Gemeindeverband bestimmt die Wohnungsbaupolitik und betreibt die Müllabfuhr und ‑-entsorgung sowie die Straßenmeisterei. Zusätzlich baut und unterhält der Verband Kultur- und Sporteinrichtungen.

## Mitgliedsgemeinden
| Gemeinde                                  | Einwohner 1. Januar 2022 | Fläche km² | Dichte Einw./km² | Code INSEE | Postleitzahl |
| ----------------------------------------- | ------------------------ | ---------- | ---------------- | ---------- | ------------ |
| Beauvallon                                | 4.198                    | 24,85      | 169              | 69179      | 69700        |
| Chabanière                                | 4.274                    | 34,87      | 123              | 69228      | 69440        |
| Chaussan                                  | 1.215                    | 7,89       | 154              | 69051      | 69440        |
| Mornant                                   | 6.261                    | 15,76      | 397              | 69141      | 69440        |
| Orliénas                                  | 2.633                    | 10,42      | 253              | 69148      | 69530        |
| Riverie                                   | 307                      | 0,42       | 731              | 69166      | 69440        |
| Rontalon                                  | 1.167                    | 12,67      | 92               | 69170      | 69510        |
| Saint-André-la-Côte                       | 274                      | 4,77       | 57               | 69180      | 69440        |
| Saint-Laurent-d’Agny                      | 2.120                    | 10,55      | 201              | 69219      | 69440        |
| Soucieu-en-Jarrest                        | 4.652                    | 14,20      | 328              | 69176      | 69510        |
| Taluyers                                  | 2.657                    | 8,09       | 328              | 69241      | 69440        |
| Communauté de communes du Pays Mornantais | 29.758                   | 144,49     | 206              | –          | –            |

## Änderungen im Gemeindebestand
Am 1. Januar 2018 wurden die Gemeinden Chassagny, Saint-Andéol-le-Château und Saint-Jean-de-Touslas zur Commune nouvelle Beauvallon zusammengeschlossen. Außerdem verließ die Gemeinde Sainte-Catherine den Verband und wechselte zur Communauté de communes des Monts du Lyonnais.